# Obřady za mrtvé
Obřady za mrtvé jsou zvláštním typem obřadů, které vykonávali či vykonávají věřící mnoha světových náboženství, zvláště však členové mormonských církví. V jejich případě jde především o křty za mrtvé, jež byly zavedeny mormonským zakladatelem a teologem, Josephem Smithem.

## Původ
Obřady za mrtvé jsou součástí většiny náboženských společností v historii lidstva, přičemž nejčastějším typem jsou pohřební rituály. V biblickém kontextu jsou známy starozákonní oběti za mrtvé, modlitby za mrtvé a dodnes praktikované mše za mrtvé. Praxe přijímání eucharistie (Večeře Páně) za mrtvé existovala v prvních staletích po Kristu, ale byla zakázána na synodě v Hippo (393 n. l.) Podobně byla ve většině církví zakázaná i praxe křtů za mrtvé, která však v některých společenstvích přežila dodnes.
V případě mormonismu byly obřady za mrtvé (konkrétně křty) zavedeny v důsledku údajného zjevení amerického teologa Josepha Smithe.

## Křty za mrtvé
Mormonská praxe křtů za mrtvé počala roku 1840, když mormonský prorok Joseph Smith představil tuto nauku nově vzniklému náboženskému hnutí v Americe. Zpočátku (v roce 1840) se křty za mrtvé vykonávaly v řece Mississippi nebo v místních vodních tocích. K vykonání křtu byla údajně zapotřebí moc kněžství.

## Obdarování pro mrtvé
První Obdarování za mrtvé (doprovázené předobřady za mrtvé) bylo vykonáno v roce 1877 (34 let po smrti Josepha Smithe a ve stejném roce, kdy zemřel Brigham Young). Dnes jej praktikuje pouze CJKSPD. Ostatní mormonská společenství konají Obdarování buďto jen pro živé, nebo vůbec.
Obdarování pro mrtvé podle některých badatelů vzniklo z potřeby, aby se živí členové mormonské církve CJKSPD lépe naučili nauky, prezentované během tohoto obřadu. Jelikož nebylo možné procházet Obdarováním znovu "za sebe", začala praxe účastnit se tohoto obřadu v "zastoupení za mrtvé". Posléze byla vyvinuta nauka o tom, že i mrtví potřebují získat Obdarování vykonané pro ně v zastoupení. Před započetím praxe Obdarování pro mrtvé neměli členové mormonské církve CJKSPD důvod vracet se do chrámu stále znovu a znovu.
Někteří považují tuto nauku za protiřečící si s původním zjevením o křtech za mrtvé (viz Nauka a Smlouvy, oddíly 110, 127 a 128).